# Vaotettix
Vaotettix is een geslacht van rechtvleugeligen uit de familie doornsprinkhanen (Tetrigidae). De wetenschappelijke naam van dit geslacht is voor het eerst geldig gepubliceerd in 1986 door Podgornaya.

## Soorten
Het geslacht Vaotettix  is monotypisch en omvat slechts de volgende soort:
- Vaotettix parallelus (Podgornaya, 1986)